# Panaspis nimbaensis
Espèce
Synonymes
- Lygosoma nimbense Angel, 1944
- Lygosoma togoense Loveridge, 1952

Statut de conservation UICN

 LC  : Préoccupation mineure
Panaspis nimbaensis est une espèce de sauriens de la famille des Scincidae.

## Répartition
Cette espèce se rencontre en Côte d'Ivoire, en Guinée et en Gambie.

## Étymologie
Son nom d'espèce, composé de nimba et du suffixe latin -ensis, « qui vit dans, qui habite », lui a été donné en référence au lieu de sa découverte : le mont Nimba.

## Publication originale
- Angel, 1944 : Un lézard nouveau du Mont Nimba (Haute Guinée française) appartenant au genre Lygosoma (Matériaux de la mission Lamotte au Mont Nimba en 1942). Bulletin du Muséum national d'histoire naturelle de Paris, vol. 16, p. 293-294.